# 히가시마쓰에역 (시마네현)
히가시마쓰에역(일본어: 東松江駅)은 일본 시마네현 마쓰에시에 있는 서일본 여객철도 · 일본화물철도 산인 본선의 역이다. 단선 · 섬식의 형태를 합친 복합 구조의 철도 역사이다.

## 타는 곳
| 플랫폼 | 노선        | 방향   | 행선지                 | 비고                       |
| ------ | ----------- | ------ | ---------------------- | -------------------------- |
| 1      | ■ 산인 본선 | 하행선 | 마쓰에 · 이즈모시 방면 |                            |
| 2 · 3  | ■ 산인 본선 | 상행선 | 요나고 · 돗토리 방면   | 3번 승강장은 특급 대피시만 |

## 히가시마쓰에 오프레일 스테이션
히가시마쓰에 오프레일 스테이션은, 여객역 남동쪽에 있으며, JR 화물 히가시마쓰에 역에 속하는 컨테이너 배치기지이다. 12ft의 컨테이너 화물을 취급하고 있어, 화물열차 대체의 트렁크 편이 요나고역과의 사이에 하루 1.5회 왕복 설정되고 있다.
히가시마쓰에 역은 예전 화물열차가 발착했었지만, 1996년 3월에 트렁크 대체수송으로 전환되어 자동차대행역으로 되었다. 그 후, 2006년 4월에 역의 일부가 오프레일 스테이션으로 되었다. 열차 발착시는, 1면 2선의 컨테이너 승강장을 가지고 있었다.

## 이용 현황
| 연도   | 하루 평균 승차 인원 |
| 1999년 | 113명               |
| 2000년 | 111명               |
| 2001년 | 98명                |
| 2002년 | 82명                |
| 2003년 | 87명                |
| 2004년 | 77명                |
| 2005년 | 73명                |
| 2006년 | 71명                |
| 2007년 | 95명                |
| 2008년 | 112명               |
| 2009년 | 113명               |
| ------ | ------------------- |

## 역 주변
- 국도 제9호선

## 역사
- 1908년 11월 8일 : 우마가타역(馬潟駅)으로서 여객역이 개업.
- 1973년 4월 1일 : 히가시마쓰에역으로 개칭.
- 1987년 4월 1일 : 일본국유철도 분할 민영화에 의해, 서일본 여객철도 · 일본화물철도 소속으로 전환.

## 인접 정차역
| 서일본 여객철도 산인 본선 | 서일본 여객철도 산인 본선                                                 | 서일본 여객철도 산인 본선 |
| ------------------------- | ------------------------------------------------------------------------- | ------------------------- |
| 아라시마 요나고 방면      | □ 쾌속 '통근 라이너' □ 쾌속 '아쿠아 라이너' □ 쾌속 '돗토리 라이너' ■ 보통 | 히가시마쓰에 마스다 방면  |